# Зоряна ніч
«Зо́ряна ніч» — картина голландського художника-постімпресіоніста Вінсента ван Гога, написана в червні 1889 року.
Ця широко відома картина демонструє неповторну індивідуальну манеру письма ван Гога, його особливе бачення навколишнього світу. Небо, зорі і місячний серп рухаються в єдиному екстатичному хвилеподібному ритмі. Він зображує вид зі східного вікна його кімнати притулку в Сен-Ремі-де-Прованс, незадовго до сходу сонця, з додаванням уявного села. Картина перебуває в постійній колекції Музею сучасного мистецтва в Нью-Йорку з 1941 року, придбана завдяки заповіту Ліллі П. Блісс.

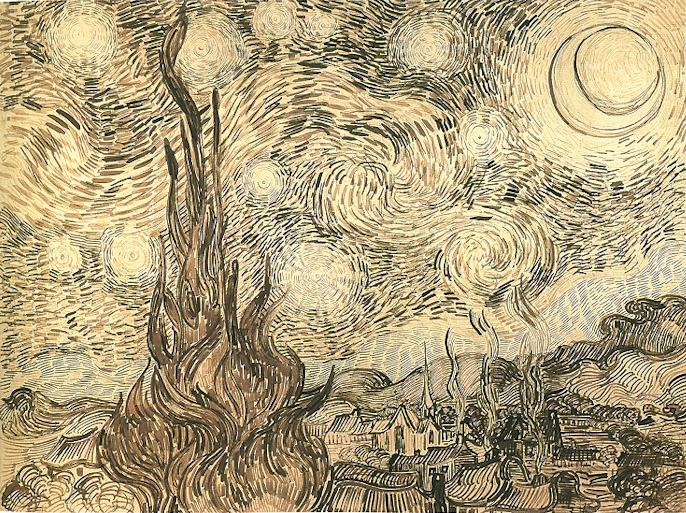
Малюнок «Зоряна ніч»
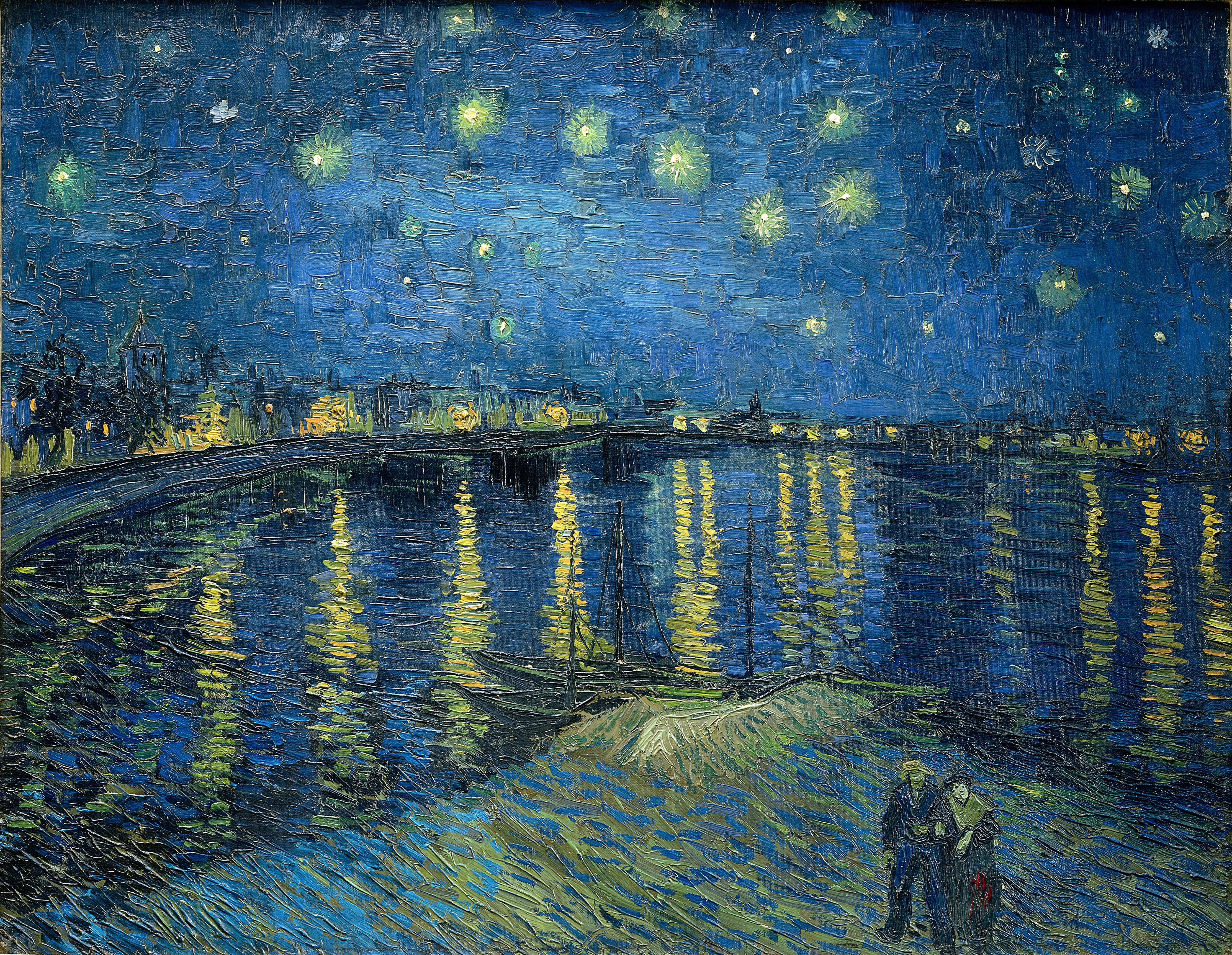
«Зоряна ніч над Роною»

## Історія

### Притулок
Після 23 грудня 1888 року, самокалічення лівого вуха, Ван Гог добровільно потрапив до божевільні Сен-Поль-де-Мозоль 8 травня 1889 року. Сен-Поль-де-Мозоль обслуговував заможних людей і був заповнений менш ніж наполовину, коли приїхав Ван Гог, що дозволило йому зайняти не лише спальню на другому поверсі, але й кімнату на першому поверсі, яку він використовував як художню майстерню.
Протягом року перебування в притулку в Сен-Ремі-де-Прованс, Ван Гог продовжував писати картини, розпочаті в Арлі. У цей період, він створив деякі з найвідоміших робіт своєї кар'єри, зокрема «Іриси», написані у травні 1889 року, які зараз зберігаються в Музеї Джона Пола Гетті, та блакитний автопортрет, написаний у вересні 1889 року, який зберігається в Музеї д'Орсе. «Зоряна ніч» була написана в середині червня приблизно до 18 червня — дати, коли він написав своєму братові Тео, щоб повідомити, що у нього є нове дослідження зоряного неба.

### Картина
Хоча «Зоряну ніч» написано вдень у студії Ван Гога на першому поверсі, було б некоректно стверджувати, що картину написано по пам'яті. Визначено, що вид з вікна його спальні, що виходить на схід — вид, який Ван Гог малював у варіаціях не менш як 21 раз, враховуючи кінцевий варіант. Він писав своєму братові Тео приблизно 23 травня 1889 року:
«Крізь вікно з залізними ґратами, я бачу огороджений квадрат пшениці… над яким вранці я спостерігаю, як сонце сходить у всій своїй красі..»
Вінсент зобразив краєвид у різний час доби та за різних погодних умов, наприклад, схід сонця, схід місяця, сонячні дні, похмурі дні, вітряні дні та один день з дощем. Хоча персонал лікарні не дозволяв Ван Гогу малювати у своїй спальні, він міг там робити ескізи чорнилом або вугіллям на папері; зрештою, він базував нові варіації на попередніх версіях. Живописним елементом, що об'єднує всі ці картини, є діагональна лінія, що йде справа, і зображує невисокі пагорби Альпійських гір. У п'ятнадцяти з двадцяти однієї версії, кипариси видно за дальньою стіною, що оточує пшеничне поле. Митець перебільшив їх розмір у шести з цих картин, особливо в «Пшеничне поле з кипарисами».та «Зоряна ніч», наближуючи дерева до глядача.
Однією з перших картин з цим краєвидом була «Гірський пейзаж за Сен-Ремі», яка зараз знаходиться в Копенгагені. Ван Гог зробив низку ескізів до картини, серед яких типовим є «Закрите пшеничне поле після бурі». Невідомо, чи була картина написана в його майстерні, чи на вулиці. У своєму листі від 9 червня, де він описує її, він згадує, що працював над нею кілька днів. Ван Гог описав другий з двох пейзажів, над якими він згадує, що працював, у листі до своєї сестри Віл від 16 червня 1889 р. Це «Зелене пшеничне поле з кипарисами», що зараз знаходиться в Празі, і перша картина в притулку, яку він точно написав просто неба. «Пшеничне поле, Сен-Ремі-де-Прованс», що зараз знаходиться в Нью-Йорку, є етюдом до нього. Через два дні Вінсент написав Тео, що намалював «зоряне небо».
«Зоряна ніч» — єдиний ноктюрн із серії видів з вікна його спальні. На початку червня Вінсент писав Тео: «Сьогодні вранці я бачив з вікна сільську місцевість задовго до сходу сонця, де не було нічого, крім ранкової зорі, яка виглядала дуже великою». Дослідники визначили, що Венера (яку іноді називають «ранковою зіркою») дійсно була видна на світанку в Провансі навесні 1889 року і була в той час майже максимально яскравою. Тож найяскравіша «зірка» на картині (праворуч від кипариса) насправді — Венера. Єдиний елемент картини, який точно не було видно з камери — це село.
Попри велику кількість листів, написаних художником, він дуже мало говорив про «Зоряну ніч». Після повідомлення про те, що він намалював зоряне небо в червні, Ван Гог наступного разу згадав про картину в листі до Тео приблизно 20 вересня 1889 року, коли він включив її до списку картин, які надсилав братові в Париж, назвавши її «нічним етюдом». Про цей список картин він писав: «Загалом, єдині речі, які я вважаю трохи гарними, — це Пшеничне поле, Гора, Фруктовий сад, Оливкові дерева з блакитними пагорбами, Портрет і Вхід до каменоломні, а решта мені ні про що не говорить»; «решта» включала в себе «Зоряну ніч». Коли він вирішив притримати три картини з цієї партії, щоб заощадити гроші на поштових витратах, «Зоряна ніч» була однією з тих картин, які він не надіслав. Зрештою, у листі до художника Еміля Бернара (від кінця листопада 1889 року) назвав картину «провальною».
Митець сперечався з Бернаром і особливо з Полем Гогеном про те, чи слід писати з натури, як Ван Гог вважав за краще, чи писати те, що Гоген називав «абстракціями»: картини, задумані в уяві. У листі до Бернара, Ван Гог розповів про свій досвід, коли Поль жив з ним протягом дев'яти тижнів восени і взимку 1888 року: «Поки Гоген жив в Арлі, я кілька разів намагався зануритися в абстракціонізм, але це було помилкою, дорогий друже: попереду на мене чекав глухий кут. І ось я знову збився туди ж, спробувавши зобразити великі зірки. На жаль, це був черговий провал, і цього разу з мене досить» Він має на увазі експресіоністичні завихрення, які домінують у верхній центральній частині «Зоряної ночі».
Тео згадував про ці живописні елементи в листі до Вінсента від 22 жовтня 1889 року: «Я чітко відчуваю, що хвилює тебе в нових полотнах, таких як село в місячному світлі [Зоряна ніч] або гори, але я відчуваю, що пошук стилю забирає справжнє відчуття речей». Вінсент відповів на початку листопада: «Незважаючи на те, що ти говориш в своєму попередньому листі, що пошук стилю часто шкодить іншим якостям, справа в тому, що я відчуваю, що мене дуже спонукає шукати стиль, якщо хочеш, але я маю на увазі під цим більш мужній і більш обдуманий малюнок. Якщо це зробить мене більш схожим на Бернара чи Гогена, я нічого не можу з цим вдіяти. Але я схильний вірити, що з часом ти до цього звикнеш».
Але хоча Ван Гог періодично наслідував практику Гогена і Бернара, щоразу він неминуче відмовлявся від неї і продовжував використовувати свій улюблений метод малювання з натури. Як інші імпресіоністи, з якими він познайомився в Парижі (враховуючи Клода Моне) Ван Гог також надавав перевагу роботі в серіях. Він намалював серію соняшників в Арлі, а також серію кипарисів і пшеничних полів у Сен-Ремі. «Зоряна ніч» належить до останньої серії, а також до невеликої серії ноктюрнів, яку він започаткував в Арлі.